# Säffle landsfiskalsdistrikt
Säffle landsfiskalsdistrikt var 1918–1964 ett landsfiskalsdistrikt i Värmlands län, bildat som Näs landsfiskalsdistrikt när Sveriges indelning i landsfiskalsdistrikt trädde i kraft den 1 januari 1918, enligt beslut den 7 september 1917. När Sveriges nya indelning i landsfiskalsdistrikt trädde i kraft den 1 januari 1952 (enligt kungörelsen 1 juni 1951) ändrades distriktets namn till Säffle landsfiskalsdistrikt. Den 1 januari 1965 avskaffades i Sverige samtliga landsfiskaler och landsfiskalsdistrikt, och deras arbetsuppgifter delades upp på de nyskapade indelningarna polisdistrikt, åklagardistrikt och kronofogdedistrikt.
Landsfiskalsdistriktet låg under länsstyrelsen i Värmlands län.

## Ingående områden
Den 1 januari 1943 inkorporerades By landskommun i Säffle köping. Köpingen ombildades i sin tur 1 januari 1951 till Säffle stad. 1 januari 1952 ändrades distriktets omfattning.

### Från 1918
Näs härad:
- Botilsäters landskommun
- Bro landskommun
- By landskommun
- Eskilsäters landskommun
- Huggenäs landskommun
- Kila landskommun
- Millesviks landskommun
- Säffle köping
- Södra Ny landskommun
- Tveta landskommun
- Ölseruds landskommun

### Från 1943
Näs härad:
- Botilsäters landskommun
- Bro landskommun
- Eskilsäters landskommun
- Huggenäs landskommun
- Kila landskommun
- Millesviks landskommun
- Säffle köping
- Södra Ny landskommun
- Tveta landskommun
- Ölseruds landskommun

### Från 1951
- Säffle stad

Näs härad:
- Botilsäters landskommun
- Bro landskommun
- Eskilsäters landskommun
- Huggenäs landskommun
- Kila landskommun
- Millesviks landskommun
- Södra Ny landskommun
- Tveta landskommun
- Ölseruds landskommun

### Från 1 januari 1952
- Säffle stad
- Värmlandsnäs landskommun